# Тинберген, Люк
Люкас (Люк) Тинберген (нидерл. Lukas "Luuk" Tinbergen; 7 сентября 1915, Гаага — 1 сентября 1955, Гронинген) — нидерландский орнитолог, первый профессор экологии в Гронингенском университете, младший брат нобелевских лауреатов Яна и Нико Тинбергенов.

## Биография
Люк Тинберген был самым младшим из трёх выдающихся братьев — Ян и Нико получили Нобелевские премии по экономике, физиологии и медицине соответственно. Люк, как и его два старших брата, был чрезвычайно одарённым. С самого раннего детства его привлекало изучение природы. Он стал членом Голландской молодежной ассоциации по изучению природы (NJN), где подружился с Яном-Йостом тер Пельквейком, стал полевым орнитологом и вскоре начал публиковать статьи о птицах. Его первые работы появились в журнале Amoeba, центральном органе NJN. В 1934 году была опубликована его первая статья «Полевые определительные признаки куликов, лебедей, гусей и уток». В 1935 году в научном журнале Ardea была опубликована его научная работа о ястребе-перепелятнике.
Его книга «Roofvogels» («Хищные птицы») была опубликована в 1937 году и обладала «значительной этолого-экологической составляющей неожиданно большой глубины». В книге были приведены несколько очерков.
Начиная с 1933 года, Люк изучал биологию в Лейденском университете. В 1939 году он сдал докторский экзамен и стал ассистентом в J. Verwey на Зоологической станции в Ден-Хелдере, а в 1940 году сменил В. Х. ван Доббена на посту руководителя Тексельской станции кольцевания. Основным предметом его интересов был вопрос о том, как перелётные птицы находят свой путь и удерживают курс во время миграций, а также влияние времени суток (солнца), ветра и погоды. После войны Люк Тинберген работал в Институте прикладных биологических исследований в природе (ITBON). Там он продолжил свои исследования взаимосвязи между хищными птицами и размерами популяции некоторых видов певчих птиц, которые он начал в 1939 году под эгидой голландской организации по охране диких птиц и их среды обитания Vogelbescherming. На основе этих исследований Люкк защитил диссертацию, и таким образом 23 октября 1946 с отличием окончил аспирантуру Лейденского университета. В его диссертации «сочетались чрезвычайно сложные и трудоемкие подсчеты и исследования ястребов-перепелятников и их добычи (в основном, воробьев и больших синиц) в окрестностях Хулсхорста на севере Велюве с экологическими и популяционными соображениями». По словам Уиба Клюйвера, диссертация Люка была всего вторым полевым исследованием по экологии животных, защищённым в Нидерландах в качестве диссертации.
В 1949 году по предложению Жерара Баерендса Люк Тинберген был назначен лектором в Гронингенский университет для расширения и модернизации преподавания области биологии. Его открытая лекция состоялась 25 октября 1949 года и была озаглавлена «О динамике популяций животных». В 1954 году он стал профессором в области описательной зоологии. В этот период он также изучал отношения между синицами, гусеницами и наездниками-паразитойдами, а также отношения между гусеницами и наездниками. Публикации «о том, как районы, различающиеся по биологическому богатству и разнообразию (бедные сосновые леса, богатые смешанные леса), населены синицами весной, принадлежащие Люку Тинбергену, составляют важнейший вклад в (…) поведенческую экологию».
Люк Тинберген первым объединил количественный подход к изучению биологии поведения и экологические вопросы и, таким образом, стал первопроходцем в поведенческой экологии.
Люк Тинберген неоднократно страдал от депрессии и в 1955 году он покончил жизнь самоубийством в возрасте 39 лет. Тайс Тинберген, его старший сын, учился в Голландской академии кино и телевидения, он голландский кинематографист, режиссёр фильмов о природе, чей фильм 1994 года «Гебиологир» («Загипнотизированный») стал его данью уважения отцу. Младший сын Тинбергена, Йост, также биолог, получил докторскую степень по губкам в Университете Гронингена 3 октября 1980 года и с февраля 2006 года является профессором «Экологии жизненных стратегий» в Университете Гронингена.

### Популярные книги о птицах

#### Птицы у себя дома (Vogels in hun domein)
В 1941 году в появилось первое издание книги «Птицы у себя дома», в котором Люк популяризировал свое понимание экологии птиц. Книга была переиздана в шестидесятых годах двадцатого века.

#### Птицы в пути (Vogels onderweg)
В 1949 году Люк Тинберген опубликовал книгу «Птицы в пути», книгу о «миграциях птиц через Нидерланды в связи с ландшафтом, ветром и погодой», в которой он широкой аудитории представил результаты своих исследований, посвященных перелётным птицам. В этой книге он анализирует, как в Нидерландах проводились исследования миграций птиц, главным образом, В. Х. ван Доббеном и Г. Ф. Маккинком, которые изучали этот вопрос в 1930-е годы. Он также пишет, что он многое понял благодаря работе по кольцеванию пролётных зябликов.